# Anopinella holandia
Anopinella holandia là một loài bướm đêm thuộc họ Tortricidae. Loài này có ở Guatemala.
Chiều dài cánh trước khoảng 9.1 mm.